# Championnat d'Islande de football 1965
Navigation
Saison précédente Saison suivante
La saison 1965 du Championnat d'Islande de football est la 54e édition de la première division islandaise. Les six clubs jouent les uns contre les autres lors de rencontres disputées en matchs aller et retour.
Une nouvelle fois, une "finale" est nécessaire pour déterminer le vainqueur du championnat. Cette saison, c'est l'IA Akranes et le KR Reykjavik qui terminent à égalité en tête du classement. Le KR gagne le match 2 buts à 1 et remporte le 19e titre de son histoire.
En bas de classement, c'est un véritable coup de tonnerre puisque le Fram Reykjavik, seul club inscrit en championnat depuis 1912, est relégué en 2. Deild après 54 ans de présence au plus haut niveau national. 

## Les 6 clubs participants
| \| Reykjavik : · Fram - Valur - KR IA Akranes ÍBA Akureyri ÍBK Keflavík \| Clubs participants |
| Reykjavik : · Fram - Valur - KR IA Akranes ÍBA Akureyri ÍBK Keflavík                          |

| Club            | Classement 1964 | Stade            | Ville     |
| --------------- | --------------- | ---------------- | --------- |
| IA Akranes      | 2               | Akranesvöllur    | Akranes   |
| Fram Reykjavik  | 5               | Laugardalsvöllur | Reykjavik |
| ÍBK Keflavík    | 1               | Njarðvíkurvöllur | Keflavík  |
| KR Reykjavik    | 3               | Laugardalsvöllur | Reykjavik |
| ÍBA Akureyri    | 2. Deild        | Akureyrarvöllur  | Akureyri  |
| Valur Reykjavik | 4               | Laugardalsvöllur | Reykjavik |

1. ↑  Le club est basé à Keflavík mais dispute ses matchs au stade de Njarðvík cette saison

## Compétition

### Classement
Le barème de points servant à établir le classement se décompose ainsi :
- Victoire : 2 points
- Match nul : 1 point
- Défaite : 0 point

| Rang | Équipe            | Pts | J  | G | N | P | Bp | Bc | Diff |
| ---- | ----------------- | --- | -- | - | - | - | -- | -- | ---- |
| 1    | ÍA Akranes        | 13  | 10 | 6 | 1 | 3 | 24 | 16 | +8   |
| 2    | KR Reykjavik      | 13  | 10 | 5 | 3 | 2 | 22 | 15 | +7   |
| 3    | ÍBK Keflavík T    | 11  | 10 | 4 | 3 | 3 | 18 | 15 | +3   |
| 4    | Valur Reykjavik C | 9   | 10 | 4 | 1 | 5 | 21 | 22 | -1   |
| 5    | ÍBA Akureyri P    | 9   | 10 | 4 | 1 | 5 | 13 | 21 | -8   |
| 6    | Fram Reykjavik    | 5   | 10 | 2 | 1 | 7 | 10 | 19 | -9   |

|  | Qualifié pour le barrage pour le titre      |
|  | Qualifié pour la Coupe des Coupes 1966-1967 |
|  | Relégation en 2. Deild                      |

### Matchs
| Résultats (▼dom., ►ext.)                                   | Fra | Akur | Akr | Kef | KR  | Val |
| Fram                                                       |     | 1-2  | 0-1 | 1-1 | 1-2 | 2-1 |
| ÍBA Akureyri                                               | 2-1 |      | 2-2 | 2-0 | 1-3 | 1-3 |
| ÍA Akranes                                                 | 2-3 | 2-0  |     | 1-2 | 4-1 | 3-2 |
| ÍBK Keflavík                                               | 5-0 | 0-1  | 2-1 |     | 1-1 | 4-3 |
| KR Reykjavik                                               | 1-0 | 5-0  | 2-3 | 3-3 |     | 2-0 |
| Valur Reykjavik                                            | 2-1 | 4-2  | 2-5 | 2-0 | 2-2 |     |
| - Victoire à domicile - Match nul - Victoire à l'extérieur |     |      |     |     |     |     |

#### Match pour le titre
| 3 septembre 1965 | KR Reykjavik | 2 - 1 | IA Akranes | Laugardalsvöllur, Reykjavik |  |
|                  |              |       |            |                             |  |
|                  | (Rapport)    |       |            |                             |  |

## Bilan de la saison
| Tableau d'Honneur                 |                 |
| Compétition                       | Vainqueur       |
| Championnat d'Islande de football | KR Reykjavik    |
| Coupe d'Islande de football       | Valur Reykjavik |

| Qualifications européennes                   |                 |
| Coupe d'Europe des clubs champions 1966-1967 | Qualifié        |
| 1er tour                                     | KR Reykjavik    |
| Coupe des Coupes 1966-1967                   | Qualifié        |
| Tour préliminaire                            | Valur Reykjavik |

| Promotion et relégation |                   |
| Relégué en 2. Deild     | Fram Reykjavik    |
| Promu en 1. Deild       | þrottur Reykjavik |

## Meilleurs buteurs
| # | Buteurs               | Clubs        | Nb de Buts |
| - | --------------------- | ------------ | ---------- |
| 1 | Balðvin Balðvinsson   | KR Reykjavik | 11         |
| 2 | Eyleifur Hafsteinsson | IA Akranes   | 6          |
| 2 | Ríkharður Jónsson     | IA Akranes   | 6          |
| 2 | Skuli Hakonarsson     | IA Akranes   | 6          |